# Uzi Bar'am
Uzi Bar'am (hebrejsky: עוזי ברעם, narozen 6. dubna 1937) je bývalý izraelský politik, poslanec Knesetu a ministr izraelské vlády. V 90. letech zastával funkci ministra vnitra a ministra turismu.

## Biografie
Uzi Baram se narodil v Jeruzalémě za dob britské mandátní Palestiny. Jeho otec Moše Bar'am byl poslancem Knesetu za strany Mapaj a Ma'arach a ministrem práce a ministrem sociálních věcí. Jeho matka Grazia se narodila v syrském Aleppu. Baram vyrostl v jeruzalémské čtvrti Nachla'ot. Vystudoval bakalářský obor politologie a sociologie na Hebrejské univerzitě v Jeruzalémě a během studií byl předsedou studentské unie.

## Politická kariéra
Baram byl poprvé do Knesetu zvolen v parlamentních volbách v roce 1977 za stranu Ma'arach, ve stejný rok, kdy o poslanecký mandát přišel jeho otec. Znovu zvolen byl v následujících volbách v roce 1981, 1984, 1988 a 1992 (v roce 1992 se Ma'arach transformoval ve Stranu práce). Po posledních zmíněných volbách byl v červenci 1992 jmenován ministrem turismu ve vládě Jicchaka Rabina. V únoru 1995 byl jmenován ministrem vnitra a tuto funkci zastával až do června téhož roku, kdy jej ve funkci nahradil David Liba'i. Když se po vraždě premiéra Rabina stal novým premiérem Šimon Peres, Bar'amovi byl i nadále ponechán post ministra turismu.
Svůj poslanecký mandát si udržel i ve volbách v roce 1996. Ty však vyhrála strana Likud, a Bar'am tak přišel o svou ministerskou funkci. Naposledy byl zvolen ve volbách v roce 1999 za levicovou alianci Jeden Izrael, avšak v únoru 2001 rezignoval a byl nahrazen Efi Oš'ajou.